# Рольганг

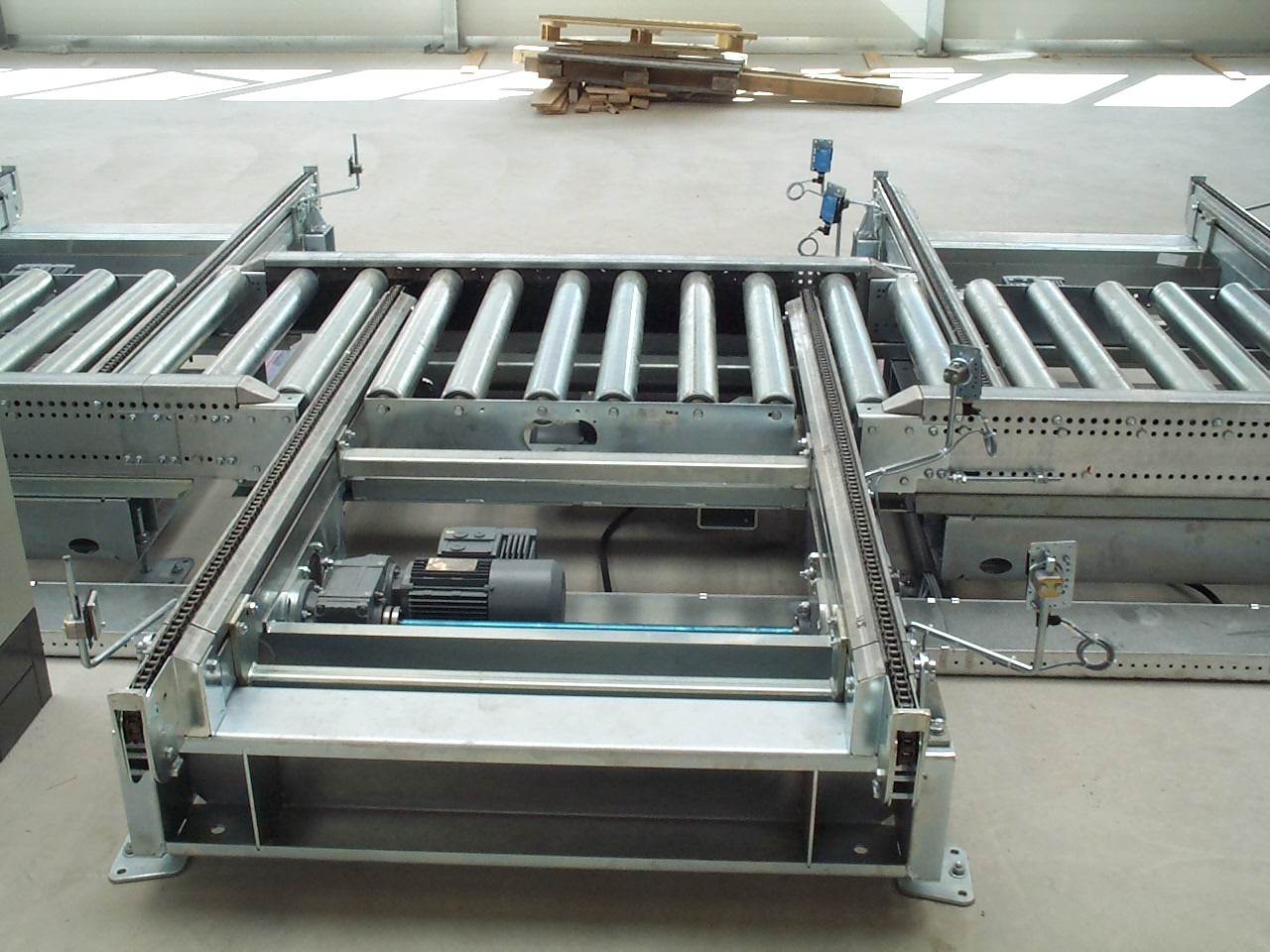
Рольганг для разгрузки

Рольга́нг (нем. Rollgang, от Rolle — ролик и Gang — ход) или ро́ликовый конве́йер (транспортёр) — конвейер, роликами которого, закреплёнными на небольшом расстоянии друг от друга, перемещаются грузы (штучные или в таре).

## Классификация

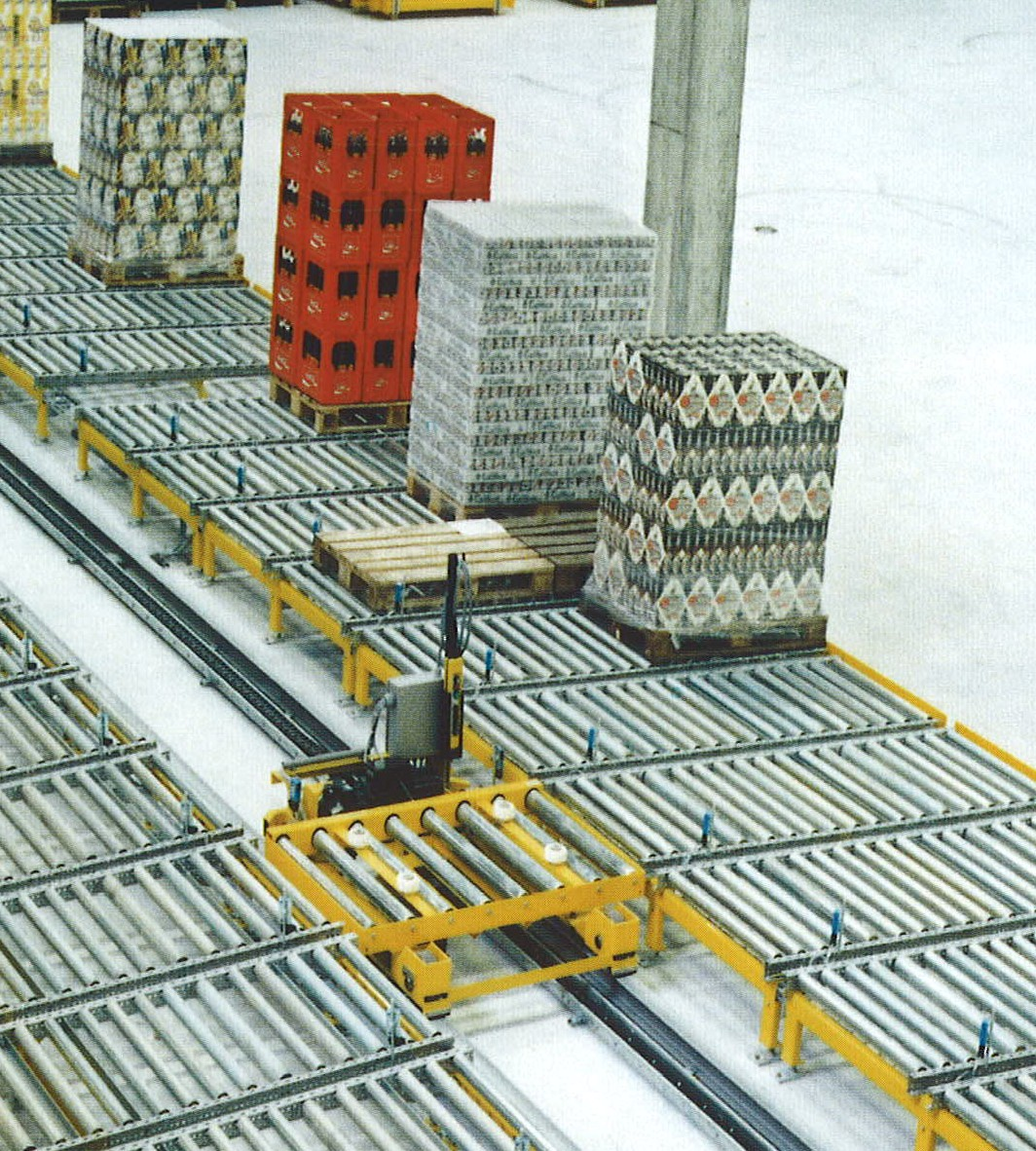
Система рольгангов

Роликовые конвейеры разделяют на неприводные (гравитационные) и приводные.
На приводных рольгангах движение груза передаётся силой трения, которая возникает между роликами, которым предоставляется вращательное движение от группового или индивидуального привода, и грузом, который на них лежит. На неприводных рольгангах груз перемещается под воздействием приложенной к нему движущей силы. Ролики вращаются от взаимодействия с подвижным грузом, уменьшая сопротивление его движению. Неприводные рольганги часто устанавливаются с небольшим наклоном, что обеспечивает движение груза самокатом под действием силы тяжести.
В зависимости от геометрии рабочей трассы, роликовые конвейеры бывают:
- прямыми;
- змееобразными;
- поворотными.

В зависимости от назначения:
- загрузочные — перед нагревательными печами;
- приёмные — после нагревательных печей;
- транспортные — между агрегатами цеха;
- раскатные — при реверсивной прокатке.[2]

## Конструктивные особенности

Рольганг гравитационный 1 — ролик; 2 — рама

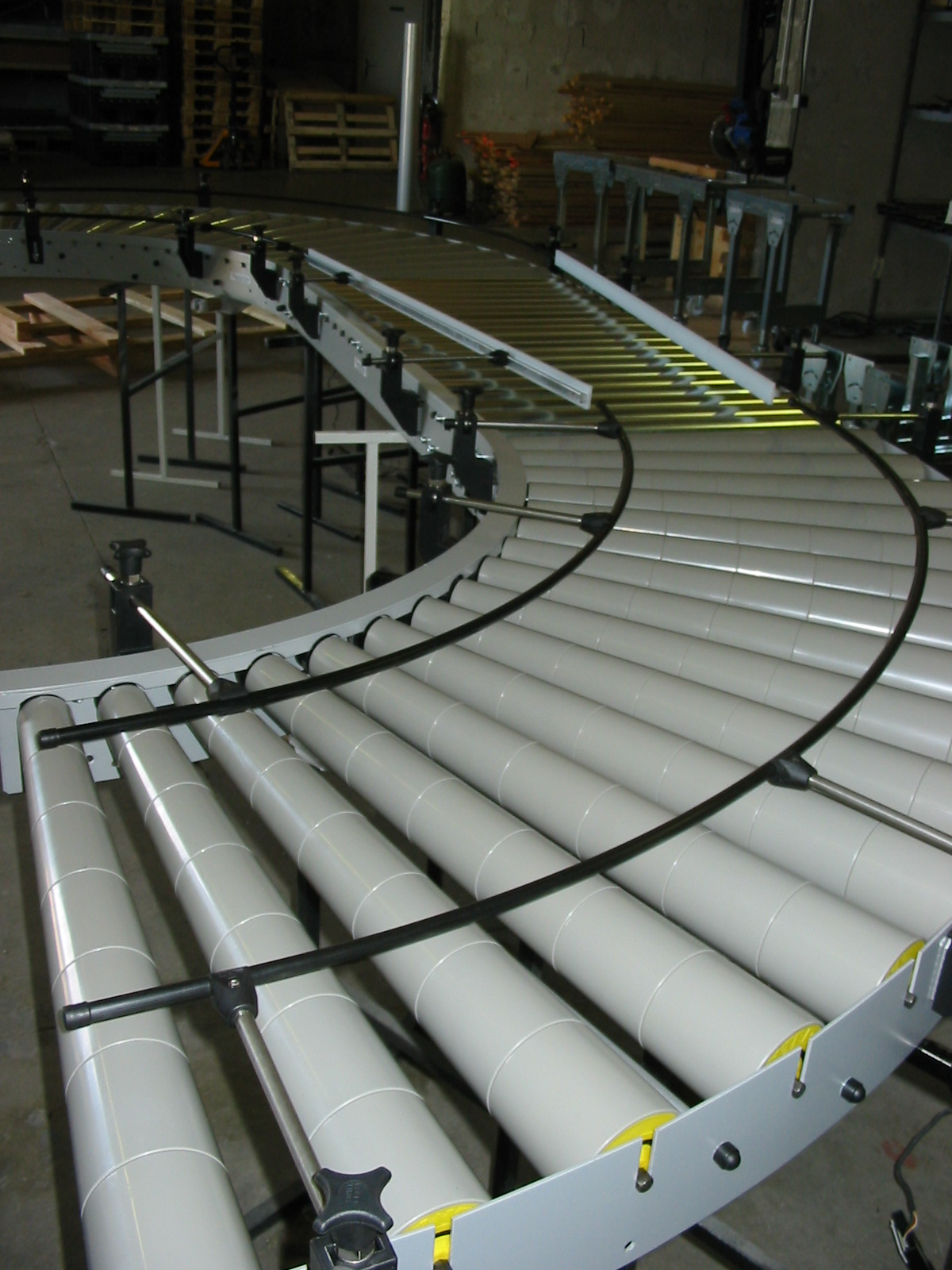
Поворотный участок роликового конвейера с дополнительными направляющими

Конвейеры состоят из роликов, смонтированных на жёсткой раме. Система роликов формирует рабочую поверхность. Ролики — это детали цилиндрической или конической формы, изготовленные из алюминиевого сплава, пластика повышенной прочности, нержавеющей или конструкционной стали, устанавливаемые на подшипниках качения или скольжения. В прокатных станах, где ролики подвергаются ударам металла, применяют кованые ролики.
Для бесперебойной работы дистанция между осями роликов не должна превышать половины длины наименьшей единицы груза.
Гравитационные (неприводные) модели рольгангов часто имеют модульную структуру. Из отдельных секций небольшой длины, имеющих линейную или угловую форму, составляют конструкции с трассой необходимой длины и конфигурации.
В зависимости от особенностей транспортируемых грузов, области и цели применения роликового транспортёра, он может комплектоваться дополнительными приспособлениями: отбойниками, направляющими, съёмными бортами, электронными устройствами слежения.

## Применение
Роликовые конвейеры применяют для перемещения штучных грузов (трубы, брёвна, поддоны, контейнеры, ящики, прокат, отливки, плиты, отдельные детали) в горизонтальном или наклонном (под небольшим углом) направлении в различных производствах, на складах.
Такие конвейеры часто используют в производственных цехах для обеспечения соответствующих технологических процессов. Неприводные рольганги применяются на упаковочных, сортировочных, браковочных столах, перегрузочных участках с одного конвейера на другой, для транспортировки товаров.

### Вметаллургии
Рольганги применяют для транспортирования металла к прокатному стану, подачи металла в валки, приёма его из валков и передвижения к ножницам, пилам, правильным и другим машинам. Современные прокатные станы характеризуются поточным технологическим процессом обработки металла, поэтому общая длина рольгангов весьма значительна, а масса их иногда достигает 20—30 % от массы механического оборудования всего прокатного стана.
По назначению рольганги в прокатных цехах разделяют на рабочие и транспортные. Рабочими называют рольганги, расположенные непосредственно у рабочей клети стана и служащие для задачи прокатываемого металла в валки и приёма его из валков. Транспортными называют все остальные рольганги, установленные перед рабочей клетью и за ней и связывающие между собой отдельные вспомогательные машины и устройства стана.
Рольганги выполняют с групповым и индивидуальным приводом роликов и с холостыми роликами. При групповом приводе все ролики одной секции рольганга, состоящей из 4—10 роликов и более, приводятся от одного электродвигателя через конические шестерни и трансмиссионный вал. Рольганги с групповым приводом применяют при небольшой скорости транспортирования на сравнительно коротком промежутке пути (например, подводящий рольганг блюмингов).
При индивидуальном приводе каждый ролик (или два) данной секции рольганга приводится от отдельного электродвигателя. Такие ролики широко применяют в быстроходных транспортных рольгангах для передвижения раскатов, длина которых после прокатки значительна, а также в качестве первых роликов рабочих рольгангов у обжимных станов.
Также роликовые конвейеры (как правило, приводные) применяют для транспортировки сырых окатышей от окомкователя до обжиговой машины (на илл.). Более распространённое название для такого рольганга, одновременно выполняющего функцию грохочения, — роликовый питатель.

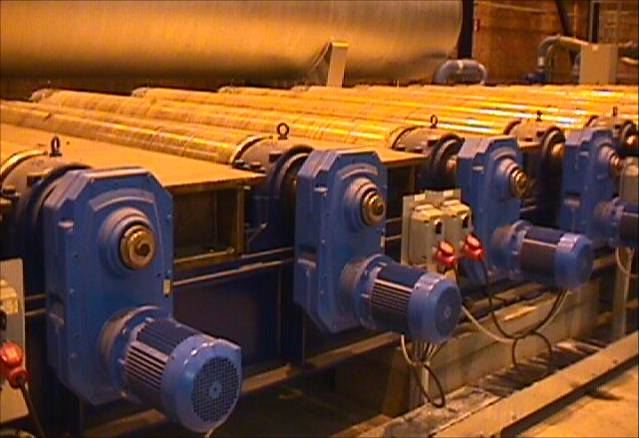
Рольганг с индивидуальным приводом роликов
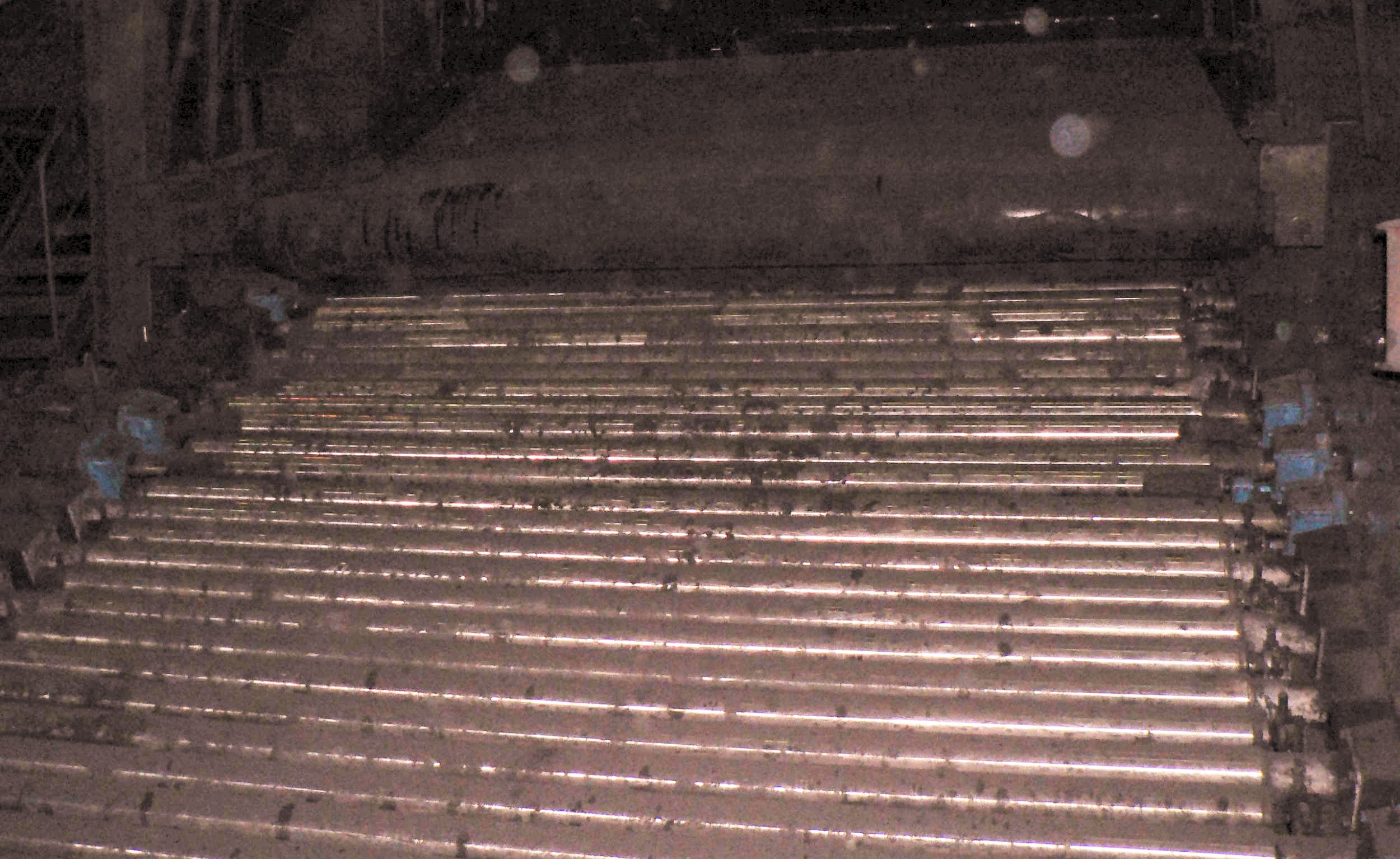
Загрузка сырых окатышей на обжиговую машину
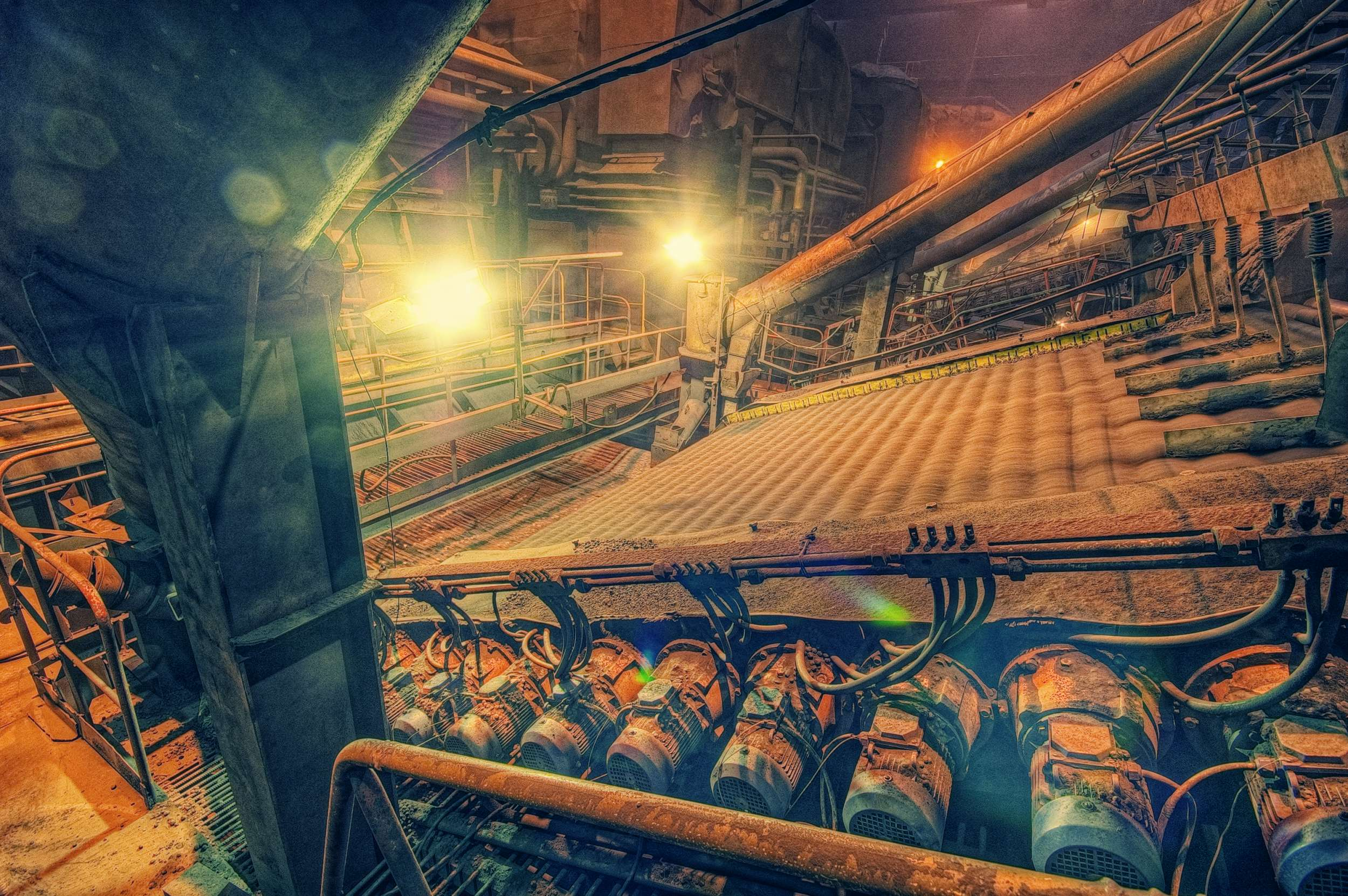
Загрузка сырых окатышей на обжиговую машину